# Fetišizam robe
U Karl Marksovoj kritici političke ekonomije kapitalizma, fetišizam robe je najizrazitiji oblik čovekovog otuđenja. U tom procesu dolazi do obrnutog reda stvari: umesto da čovek bude gospodar proizvoda svoga rada, događa se da ti otuđeni proizvodi gospodare čovekom - čovek postaje rob stvari. Tako se stvara iluzija da roba, kao opredmećeni rad čoveka, ima ljudska, društvena svojstva, kao prirodom data - nezavisna od proizvođača...
Pošto novac postaje ekvivalent vrednosti svih roba,  dobija svojstvo fetiša - zamenjuje  sve istinske ljudske vrednosti: "Ako si ružan, a imaš novac - ti si lep, jer možeš kupiti i najlepšu ženu... za novac možeš kupiti lepotu, poštenje, ljubav... onaj koji ima novac može biti i glupak i pokvarenjak, ali ako ima novac - biće cenjen, jer se novac ceni iznad svega".  
Marks u svoje vreme primećuje da "od savremenih buržuja većih neznalica nikada pre nije bilo", a Rajt Mils, (skoro čitav vek kasnije) dolazi do identičnog zaključka: "Veće kultune sirotinje od savremenih bogataša svet nikada ranije nije poznavao!" Vladajuća deviza tog sveta je: "Ako si tako pametan - zašto nisi bogat?!"